# Heinrich Gerlach
Heinrich Gerlach (18 août 1908 - 27 mars 1991) est un écrivain allemand. Soldat allemand de la 14e Panzerdivision pendant la Seconde Guerre mondiale, il est ensuite devenu professeur de latin et d'allemand. Fait prisonnier de guerre en Union soviétique, il devient membre du Comité national pour une Allemagne libre, organisation anti-nazie.
Il a publié un roman semi-autobiographique, Die verratene Armee, en Allemagne de l'Ouest en 1957. Il a dû réécrire son texte, aidé par l'hypnose, son manuscrit original ayant été confisqué par les Soviétiques en 1949. En 2012, la découverte par Carsten Gansel du manuscrit original dans les archives militaires d'Etat en Russie a permis de le publier en Allemagne en 2016 sous le titre Durchbruch bei Stalingrad et sa traduction française intitulée Éclairs lointains - Percée à Stalingrad a été publiée en 2017.

## Œuvres
- Die verratene Armee, 1957.
- Éclairs lointains - Percée à Stalingrad, 2016, traduit en 2019  (ISBN 978-2253070962).